# @YOU
@YOU（あっとゆう、1986年8月25日 - ）は、日本の元AV女優、元ストリッパー。東京都出身。アクシスプロモーション所属。趣味：カラオケ。伊藤ゆう名義のプロフィール1987年1月25日。

## 略歴
2005年1月に『爆乳は18歳』でAVデビュー。
同年3月に『Digital RUSH!!』でMOODYZよりセルデビュー。
『伊藤ゆう』名義で出演している作品（MOODYZ系列外）もある。
尚、ワープエンタテインメント専属のAV女優you.（ゆう）は別人である。
2010年10月5日のブログでAVを引退したと記述している。

## 作品

### アダルトビデオ
2005年
- 爆乳は18歳 (1月30日、レックオーバー)
- 爆乳娘・炸裂! (2月28日、レックオーバー)
- Digital RUSH!! (3月15日、MOODYZ)
- Digital GAL (4月15日、MOODYZ)
- 爆乳家庭教師は18歳 @YOU (7月29日、クリスタル映像)
- 女乳 @YOU (8月26日、クリスタル映像)
- 爆乳少女は痴女なんです @YOU (9月30日、クリスタル映像)
- A級乳犯 @YOU (10月28日、クリスタル映像)
- 極 本番 @You (11月4日、GLAY'z)
- 専属巨乳女子校生 @YOU (12月9日、GLAY'z)

2006年
- 乳いぢり @YOU (1月6日、GLAY'z)
- 専属巨乳キャンギャル調教 (2月3日、GLAY'z)
- 生中出し @YOU (3月3日、GLAY'z)
- 連続絶頂 潮吹き講座 (4月7日、GLAY'z)共演:ミュウ
- ウルトラスレスレモザイク NO.03 (6月8日、アイエナジー)
- 爆乳女教師 中出し20連発 (7月6日、アイエナジー)
- 女子アナ 中出し20連発 @YOU (8月17日、アイエナジー)
- 青姦 BLUE SEX 01 (9月19日、桃太郎映像出版)
- 若妻の肌ざわり @YOU (10月7日、光夜蝶)
- 乳魂 超美肌系爆乳 細身系美爆乳 (10月7日、桃太郎映像出版)共演:小春
- ノーモザイクおまんこ6 (10月13日、カルマ)オムニバス作品 他出演:野々宮りん、一ノ瀬カレン
- 爆乳トリプルレズビアン (10月19日、クロス)共演:小春、松坂みるく
- コスプレ★えっち @YOU (10月20日、GLAY'z)
- 巨乳ヒロイン 巨乳特捜戦士パイナー (11月24日、ギガ)
- 痴漢猥褻男 (12月7日、アイエナジー)オムニバス作品 他出演:北川絵美、三津なつみ、上原留華、中野美奈、唯川純、姫野りむ、黒沢愛、元村あゆみ

2007年
- Hなオッパイしか見たくない @YOU (1月1日、ワンズファクトリー)
- PORNOGRAPH19 (1月6日、グラフィス)オムニバス作品 他出演:白鳥あきら、松本亜璃沙
- 黒人中出し20連発 [外資系IT企業社長秘書 @YOU] (1月13日、カルマ)
- 巨乳中出し240 12 (1月13日、隼エージェンシー)オムニバス作品 他出演:楓はるか、水森あおい、持田茜、Rico、さとう和香、北沢亜美、花紀りろ
- 巨乳レイプ中出し (1月19日、ミスター・インパクト)共演 Rico
- 痴女の唇と挑発淫語と接吻 @YOU (2月1日、ワンズファクトリー)
- 禁断変態レズ学園 (2月2日、アウダースジャパン)共演:持田茜、宮咲志帆、元木ひなよ
- DOKIレズ7 (2月2日、アウダースジャパン)共演:持田茜、宮咲志帆、元木ひなよ
- こだわりの手コキ 4時間SP 3 40人のハンドメイド (2月10日、隼エージェンシー)オムニバス作品 他多数出演
- 裏サービス 家庭教師派遣センター (2月28日、シャイ企画)オムニバス作品 他出演:滝沢優奈、華美月、綾野みゆき
- 超絶品ボディーSPECIAL (3月1日、MOODYZ)共演:峰なゆか、水元ゆうな、妃乃ひかり
- オナニスト 第16章 (3月10日、隼エージェンシー)オムニバス作品 他多数出演
- 黒人乱交ファック (3月13日、カルマ)共演:瀬咲るな、紅音ほたる
- フェラコレ2007春SP (4月12日、隼エージェンシー)オムニバス作品 他多数出演
- キスマニア Vol.2 (4月19日、ミスター・インパクト)オムニバス作品 他多数出演
- 奥さんになってあげる♥ハーレム4時間SP -ドスケベお姉さんに一日中イカサレまくりました- (5月3日、レアル・ワークス)共演:乃亜、麻生岬、春名えみ、大石もえ、並木橋美女劇団 ※AV OPEN 2007 エントリー作品
- ハミ出し水着でオチ○ポ狩り 爆乳Gcupザーメンまみれ (5月17日、ヒビノ)
- 桃忍キャプチュード危機一髪!! (5月25日、GIGA)
- スーパーヒロインレイプ 彗星のメシエル (6月7日、アタッカーズ)共演:SHIHO、丸山清香
- 日本一のチ○ポを探して三千里 (6月7日、SODクリエイト)共演:姫川りな、日比野夕希
- ネチ殺し ＠YOU 生ザーメンマ○コ塗り狂責め!! (6月15日、エリスコーポレーション)
- 痴女だらけのバスツアー (6月22日、レアル・ワークス)共演:仲村もも、月嶋りお、小池絵美子、松浦ユキ
- 僕のママは痴女でしかも3人 (7月1日、ワンズファクトリー)共演:月嶋りお、中村さら
- 僕のママは痴女でしかも3人 月嶋りお、@YOU、中村さら (7月11日、ワンズファクトリー)
- 巨乳スイミングスクール PART.3 (7月19日、V&Rプロダクツ)共演:浜崎りお、佐伯奈々
- 集団痴女お姉ギャル 2 しかも今回は巨乳スペシャル 完全版 (7月27日、おかず。 / ケイ・エム・プロデュース)共演:早坂めぐ、百瀬まひる、高樹聖良、北原麗子
- ザーメン中出し凌辱巫女 (8月1日、ワンズファクトリー)
- 夏胸 はみだしsummer (8月18日、フリービジョン)オムニバス作品 他出演 黒木めぐみ、青山雪菜
- ボクの新妻は巨乳で裸エプロンでメガネっ娘。＃31 (8月24日、ゴーゴーズ)
- 痴女キャバクラ 2 (9月15日、トップワン)他多数共演
- 激乳M痴女 (9月20日、月下草)
- エロかっこいい女の極上騎乗位×潮吹き×中出しファック!! 3 (9月20日、イマージュ)共演:雨音しおん
- 責め痴女 街中で痴女特訓 (10月20日、レアル・ワークス)
- デカパイでか尻ソープ嬢 (11月1日、ワンズファクトリー)
- S級女優マン圧チェックSPECIAL (11月2日、GLAY'z)オムニバス作品 他多数出演
- ダブルボインに犯されたい! @YOU&南沙也香 (11月16日、レアル・ワークス)共演:南沙也香
- スーパーマスクヒロイン Vol.02 (12月7日、GIGA)
- 爆乳Gメン (12月13日、MOODYZ)共演:香坂杏奈、相沢桃、ゆかり、はるか悠、芽衣奈、辻さき
- 鬼イカセ @YOU G-cup 94cm 巨乳絶叫スペシャル しかも最後は生中出し (12月17日、レアル・ワークス)

2008年
- エロスの宇宙 (1月1日、MOODYZ)共演:竹内あい、峰なゆか、青山菜々、妃乃ひかり、風間ゆみ、はるか悠
- ゴージャスBODY中出し乱交スペシャル (1月7日、プレミアム)共演:Rico、香坂杏奈
- いとこのおねえさん @YOU(22歳) (1月13日、溜池ゴロー)
- ＠YOUが奥さんになってあげる (1月18日、レアル・ワークス)
- 巨乳性欲奴隷 (2月18日、スカッド)
- Mスペシャル 痴女オールスター2008 (2月18日、レアル・ワークス)共演:乃亜、立花里子、三浦亜沙妃、麻生岬、大石もえ
- 兄貴の嫁さん (4月1日、溜池ゴロー)
- 淫乱巨乳 (4月4日、GLAY'z)オムニバス作品 他出演:白雪彩、滝沢優季、坂本愛海
- 陵辱・拘束・絶頂。Burrying (4月7日、桃太郎映像出版)
- MOODYZファン感謝祭 バコバコバスツアー2008 超!極乳天国へようこそ!! (4月13日、MOODYZ)他多数共演
- 女子校生 巨乳性欲奴隷 (4月25日、スカッド)
- 射精奴隷 2人の痴女に何度もイカされ続ける僕 (5月13日、カルマ)共演:南沙也香
- MOODYZファン感謝祭 裏バコバコバスツアー 2008 (6月13日、MOODYZ)他多数共演
- 麗しのGカップ極乳美女 (7月13日、MOODYZ)オムニバス作品 他出演:辻さき、香坂杏奈、相沢桃、はるか悠、芽衣奈
- ポルチオエステサロンNEO ZERO (7月26日、ベイビーエンターテイメント)
- 赤線旅館 夕月楼 第一幕 (8月8日、大洋図書)共演:陽多まり、神田つばき
- 非日常的悶絶遊戯 水着モデルを頼まれたOL、優の場合 (9月1日、AVS)
- VIP限定フルコース! トリプル爆乳メンズエステ (9月1日、V (ヴィ))共演:澄川ロア、川峰さくら
- 赤線旅館 夕月楼 第二幕 (9月26日、大洋図書)共演:陽多まり、神田つばき
- 聖水おもらしFUCKスペシャル (10月1日、MOODYZ)共演:森ななこ、桐島ひかり
- 窒息顔騎と絞めつけ騎乗位 (10月1日、ワンズファクトリー)オムニバス作品 他出演:風間ゆみ、藤本もも、蜜井とわ、乃亜、ICHIKA、響鳴音、羽田夕夏、芽衣奈、夏川亜咲
- 真性2穴中出しFUCK @YOU (12月13日、MOODYZ)
- 素人公募中出し! @YOUちゃんに真正中出ししてみませんか (12月13日、モブスターズ)

2009年
- 極上おしゃぶり学園2 Immoral Teacher (2月1日、MOODYZ)共演:小澤マリア、鈴木杏里
- ワンマン女社長に弄ばれる男性社員たち (3月5日、フリーダム)共演:坂田美影、吉岡奈々子、加賀雅
- 男子生徒を弄ぶ 女教師美脚指導 (3月5日、フリーダム)共演:坂田美影、吉岡奈々子、加賀雅
- もしもこんな女性にイジメられたら… 2 (3月5日、フリーダム)共演:坂田美影、吉岡奈々子、加賀雅
- 裏エロスの宇宙 (3月13日、MOODYZ)共演:峰なゆか、青山菜々、妃乃ひかり、竹内あい、風間ゆみ、はるか悠
- 人妻潮吹き町内会（5月19日、イエロー）共演:佐伯奈々、高坂保奈美、水野美香 ※「阿藤ゆう」名義
- 悩殺痴女教師のグチョ濡れオメコ (5月29日、LEO)オムニバス作品 他出演:水無月レイラ、瀬咲るな
- BOIN!! (7月31日、LEO)オムニバス作品 他出演:水無月レイラ、瀬咲るな

他多数出演。

### オリジナルビデオ
- 巨乳痴漢マル秘劇場 誘う柔肌の告白（2006年6月23日、竹書房）オムニバス作品 他出演 星川みなみ、平山加奈
- 貴婦人 蕾の目覚め（2007年8月24日、ケイエスエス）共演 篠原さゆり
- セレブ妻 人格のない下半身（2007年9月28日、ケイエスエス）
- 人妻隷奴 背徳のフィギュア（2007年11月21日、ビーエムドットスリー）共演 鈴木杏里

## 出演

### TVバラエティ
- 女神のハテナ（2007年5月15日 / 8月21日、日本テレビ）
- エロパラNight(GyaOジョッキー、2007年9月25日放送分)
- 志村けんのバカ殿様 2008秋の豪華爆笑スペシャル!!（2008年10月3日、フジテレビ）
- ビートたけしのもう1回だけ見ちゃいけないTV（2009年12月28日、TBS）*キャストテロップ無し
- デーブ・スペクターの本当にあった!恐いデーブ（2009年12月30日、テレビ東京）*キャストテロップ無し、ブログから
- 桃のふくらみ（MONDO TV）

### TVドラマ
- のぞき屋（2007年、テレビ東京）
- 特命係長 只野仁4th　最終話（2009年3月12日、テレビ朝日）
- 湯けむりスナイパー 第6話 （2009年5月15日、テレビ東京）*キャストテロップ無し
- モテキ 第7話 （2010年8月27日、テレビ東京）- タクシーの女 役

### PV
- 平井堅『CANDY』

### 映画
- 誘惑教師（秘）巨乳レッスン（2009年8月21日、オーピー映画）- 松下鮎美 役（主演）[1]